# کنیچی تاگو
کنیچی تاگو (انگلیسی: Kenichi Tago؛ زادهٔ ۱۶ ژوئیهٔ ۱۹۸۹) بدمینتون‌باز اهل ژاپن است.